# Angelo Gottarelli
Angelo Michele Gottarelli, né en 1740 à Castel Bolognese et mort le 13 octobre 1813 à Imola, est un peintre italien.

## Biographie

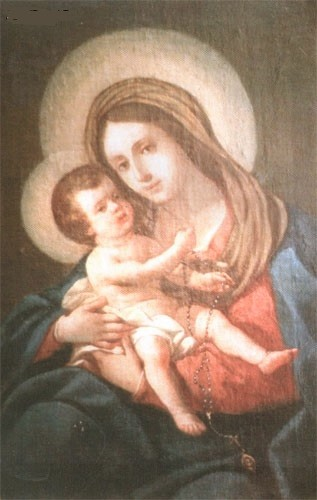
Vierge à l'Enfant, huile sur toile, Imola, Santuario del Ghiandolino

Gottarelli entre jeune au séminaire à Imola, mais abandonne la vocation religieuse pour se consacrer à l'art. Il a pour professeur Andrea Valeriani, puis s'installe en 1763-1765 à Bologne pour étudier avec Vittorio Maria Bigari à l'Accademia Clementina. 
Il revient à Imola où il enseigne la peinture et collabore avec Alessandro Dalla Nave et Antonio Villa pour de nombreux décors ; la plupart de ses peintures se trouvent dans les églises d'Imola, de Castel Bolognese, de Medicina et des environs.